# Atrápame si puedes
Atrápame si puedes (Catch Me If You Can, en la versión original en inglés) es una película biográfica estadounidense de comedia dramática criminal de 2002, basada en la vida de Frank Abagnale Jr., que antes de cumplir diecinueve años consiguió millones de dólares haciéndose pasar por piloto de una aerolínea, por médico y por abogado. Su principal modus operandi era la falsificación de cheques, delito en el que logró tanta habilidad y experiencia que el FBI finalmente lo reclutó como asesor en ese tipo de fraudes. Steven Spielberg dirigió la película, y fueron protagonistas Leonardo DiCaprio como Abagnale, Tom Hanks como el policía Carl Hanratty, Christopher Walken como su padre, Amy Adams como su prometida, Martin Sheen como su futuro suegro y Nathalie Baye como su madre.
La idea de la película comenzó a desarrollarse hacia 1980. Con el comienzo del siglo XXI, cineastas tales como David Fincher, Gore Verbinski, Lasse Hallström, Miloš Forman y Cameron Crowe se vieron en algún momento relacionados con Atrápame si puedes. Spielberg (quien originalmente iba a ser productor) decidió convertirse en el director del proyecto, descartando otros como Big Fish y Memoirs of a Geisha. La filmación se llevó a cabo desde febrero hasta mayo de 2002.
La película fue un éxito de crítica y de taquilla, y el verdadero Abagnale la calificó positivamente, los críticos elogiaron las actuaciones de DiCaprio, Hanks, Adams y Walken, el guion, la banda sonora de John Williams, la dirección de Spielberg, el maquillaje, la cinematografía, los escenarios y los efectos visuales. El filme recaudó más de 350 millones de dólares, contra de un presupuesto de 52 millones de dólares. Recibió dos nominaciones a los Premios Oscar en las categorías de mejor actor de reparto para Walken y mejor banda sonora para Williams.

## Argumento
Todo comienza en 1963, cuando Frank Abagnale Jr. (Leonardo DiCaprio), de quince años de edad, vive felizmente con su padre, Frank Abagnale Sr. (Christopher Walken) y su madre francesa, Paula (Nathalie Baye) en New Rochelle, Nueva York. Cuando las autoridades del banco Chase Manhattan le niegan un préstamo a Frank Sr, debido a su problema de evasión de impuestos, la familia se ve obligada a mudarse de su enorme casa a un pequeño departamento. Paula comienza a tener una aventura amorosa con Jack (James Brolin), un amigo de su esposo. Mientras tanto, Frank se hace pasar por un profesor sustituto en su clase de francés. Poco después, los padres de Frank comienzan los trámites del divorcio y Frank, asustado, huye de su casa. Cuando se le agota su dinero, comienza a realizar fraudes bancarios para obtener más. Sus timos crecen al punto de que se hace pasar por el piloto de una aerolínea, Pan Am, para cobrar un sueldo. Pronto logra crear él mismo cheques de la empresa y consigue robar más de 2,8 millones de dólares. 
Mientras tanto, Carl Hanratty (Tom Hanks), un agente del FBI especializado en fraudes con cheques, comienza a perseguir a Frank recibiendo muy poca ayuda de sus superiores. Un día, Frank y Carl se encuentran en un hotel, pero Frank convence al agente de que su nombre es Barry Allen y que trabaja para el Servicio Secreto. Frank logra irse del lugar, y cuando Carl finalmente descubre que lo había engañado, se enfurece y promete que lo atraparía. Más tarde, en Navidad, Carl aún está trabajando cuando Frank lo llama, tratando de disculparse por haberse burlado de él. Carl rechaza las disculpas y le dice que pronto lo atraparía, pero se ríe cuando se da cuenta de que Frank lo había llamado porque no tenía a nadie más con quien hablar. Frank cuelga, enojado, y Carl sigue investigando. En un restaurante, un mozo ve a Carl y le dice que Barry Allen es el nombre de Flash, el personaje de historietas. Carl, al darse cuenta de que Frank lee historietas, se da cuenta de que es un adolescente. 

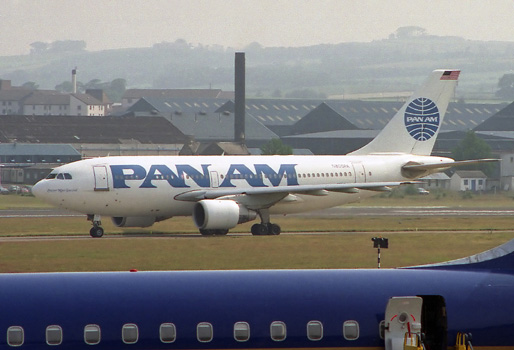
El argumento de la película se basa principalmente en la falsificación de cheques de la empresa Pan Am.

Frank, mientras tanto, no sólo había abandonado temporalmente sus labores de piloto para ser doctor y abogado, sino que se había enamorado de una joven llamada Brenda (Amy Adams) ante quien finalmente confiesa la verdad y le pide que escapen juntos. Carl lo encuentra en su fiesta de compromiso, pero al llegar a la habitación ve que Brenda está sola y que Frank había escapado por la ventana, diciéndole a su prometida que deberían encontrarse en dos días para huir. Frank, dos días después, la ve en donde habían acordado, pero repentinamente ve que hay agentes del FBI por todos lados, dándose cuenta de que lo habían descubierto, por lo que escapa en un vuelo a Europa. Seis meses después, Carl le muestra a su jefe que Frank había estado cambiando cheques falsos alrededor del mundo y que está fuera de control, por lo que pide permiso para ir a España a buscarlo. Cuando su jefe le niega el permiso, Carl lleva los cheques de Frank ante un par de profesionales, quienes les dicen que los cheques falsos habían sido impresos en Francia. Recordando una entrevista con Paula, la madre de Frank, Carl se da cuenta de que Frank podría estar en Montrichard, Francia, el lugar en donde había nacido su madre. Cuando Carl encuentra a Frank, le dice que la policía francesa lo mataría si no cruza la puerta con él. Frank al principio piensa que Carl miente, pero este le promete que jamás le mentiría, por lo que salen juntos y la policía francesa lo lleva a prisión. Carl promete que lograría que lo extraditaran a Estados Unidos.  
En la escena siguiente, Frank y Carl están en un avión regresando a Estados Unidos desde Francia, en donde Carl informa que el padre de Frank había muerto. Totalmente sumido en el dolor, Frank escapa cuando el avión aterriza en Nueva York y regresa a su antigua casa, en donde ve a su madre con Jack Barnes, junto a una niña que resulta ser su media-hermana. Frank se rinde y es enviado a prisión, en donde sólo recibe visitas de Carl. Cuando Frank señala con mucha facilidad que uno de los cheques que Carl está investigando es falso, Carl tiene una idea y pide una entrevista con el FBI. En la entrevista, los agentes le informan a Frank que podría pasar el resto de su sentencia en libertad, pero trabajando para el departamento de fraudes del FBI, bajo la custodia de Carl, lo cual Frank acepta. Aunque está satisfecho, Frank continúa extrañando la emoción de la persecución y trata de volver a escapar como piloto. Carl lo ve, pero lo deja ir, señalando que "a veces es más fácil vivir una mentira", y diciendo que sabe que Frank regresaría porque nadie lo perseguiría.
El lunes, aunque tarde, Frank regresa, y finalmente le revela a Carl que no todo lo que había logrado había sido con trampa: efectivamente había aprobado el examen de abogado estudiando sólo durante dos semanas. El epílogo muestra que Frank está felizmente casado con tres hijos, vive en el Oeste de Estados Unidos y todavía es amigo de Carl. Además, Frank ha ayudado a atrapar a parte de los falsificadores más escurridizos del mundo, y se convirtió en millonario creando cheques imposibles de falsificar.

## Elenco
- Leonardo DiCaprio como Frank Abagnale Jr.: Antes de cumplir 19 años de edad, Frank consiguió millones de dólares de cheques como piloto de la empresa aérea Pan Am, como médico y como abogado.[3]
- Tom Hanks como Carl Hanratty: Agente del FBI que persigue a Frank Jr. durante la mayor parte de la película. Hanratty a menudo es objeto de burla de los otros agentes, quienes no se toman en serio los casos de fraude con cheques. Hanratty es divorciado, y su hija y su esposa viven en Chicago. Al final, Carl y Frank Jr. se vuelven grandes amigos.[4]
- Christopher Walken como Frank Abagnale Sr: El padre de Frank, veterano de la Segunda Guerra Mundial, pierde a su esposa Paula y su salud luego de cometer evasión de impuestos y vivir una situación económica precaria. Un tiempo después muere al caer sobre las vías en Grand Central.[5]
- Amy Adams como Brenda Strong: Antes de comenzar a desempeñarse como enfermera en Georgia, Brenda había tenido un aborto inducido. Sus padres, luteranos conservadores, la habían echado de casa, hasta que conoce a Frank Jr. en el hospital cuando este se hace pasar por médico.[6]
- Martin Sheen como Roger Strong: El padre de Brenda y esposo de Carol, es un famoso abogado de distrito en Luisiana, y se convence fácilmente de que Frank Jr. se había graduado de la escuela de leyes. Su alma máter es la Universidad de California, Berkeley.[7]
- Nathalie Baye como Paula Abagnale: Frank Sr. conoció a Paula cuando ella tenía 18 años de edad en Montrichard, Francia, durante la Segunda Guerra Mundial. Seis semanas después, la pareja se casó. Paula y Frank Sr. se divorciaron por cuestiones económicas cuando Frank Jr. tenía dieciséis años, y Paula luego se casó con Jack Barnes. Al final de la película, Paula y Jack tienen una hija.[8]
- James Brolin como Jack Barnes: Socio de Frank Sr. en el Rotary Club de New Rochelle, Nueva York. Aprovechando la situación económica de los Abagnale, tiene una aventura amorosa con Paula, quien se divorcia de Frank Sr.[9]
- Nancy Lenehan como Carol Strong: Es madre de Brenda y esposa de Roger. Cuando escucha que Frank Jr. es doctor, abogado y luterano, se emociona mucho ante la perspectiva de que se case con su hija.[10]

Ellen Pompeo y Elizabeth Banks tienen papeles de reparto. Brian Howe, Frank John Hughes y Chris Ellis interpretan a los agentes de la FBI. Jennifer Garner aparece como Cheryl, una prostituta que conoce a Frank en un hotel.
El verdadero Frank Abagnale Jr. aparece como uno de los policías franceses que arrestan a su personaje.

## Doblaje
| Actor              | Actor de doblaje   | Personaje          |
| ------------------ | ------------------ | ------------------ |
| Leonardo DiCaprio  | Enzo Fortuny       | Frank Abagnale Jr. |
| Tom Hanks          | Arturo Mercado     | Carl Hanratty      |
| Christopher Walken | Alfonso Ramírez    | Frank Abagnale Sr. |
| Amy Adams          | Claudia Motta      | Brenda Strong      |
| Martin Sheen       | César Soto         | Roger Strong       |
| Nathalie Baye      | Magda Giner        | Paula Abagnale     |
| Brian Howe         | Humberto Solórzano | Earl Amdursky      |
| Frank John Hughes  | René García        | Tom Fox            |
| Nancy Lenehan      | Ángela Villanueva  | Carol Strong       |
| Candice Azzara     | Gaby Willer        | Darcy, la cajera   |
| Ellen Pompeo       | ishtar Sáenz       | Marci              |

## Producción

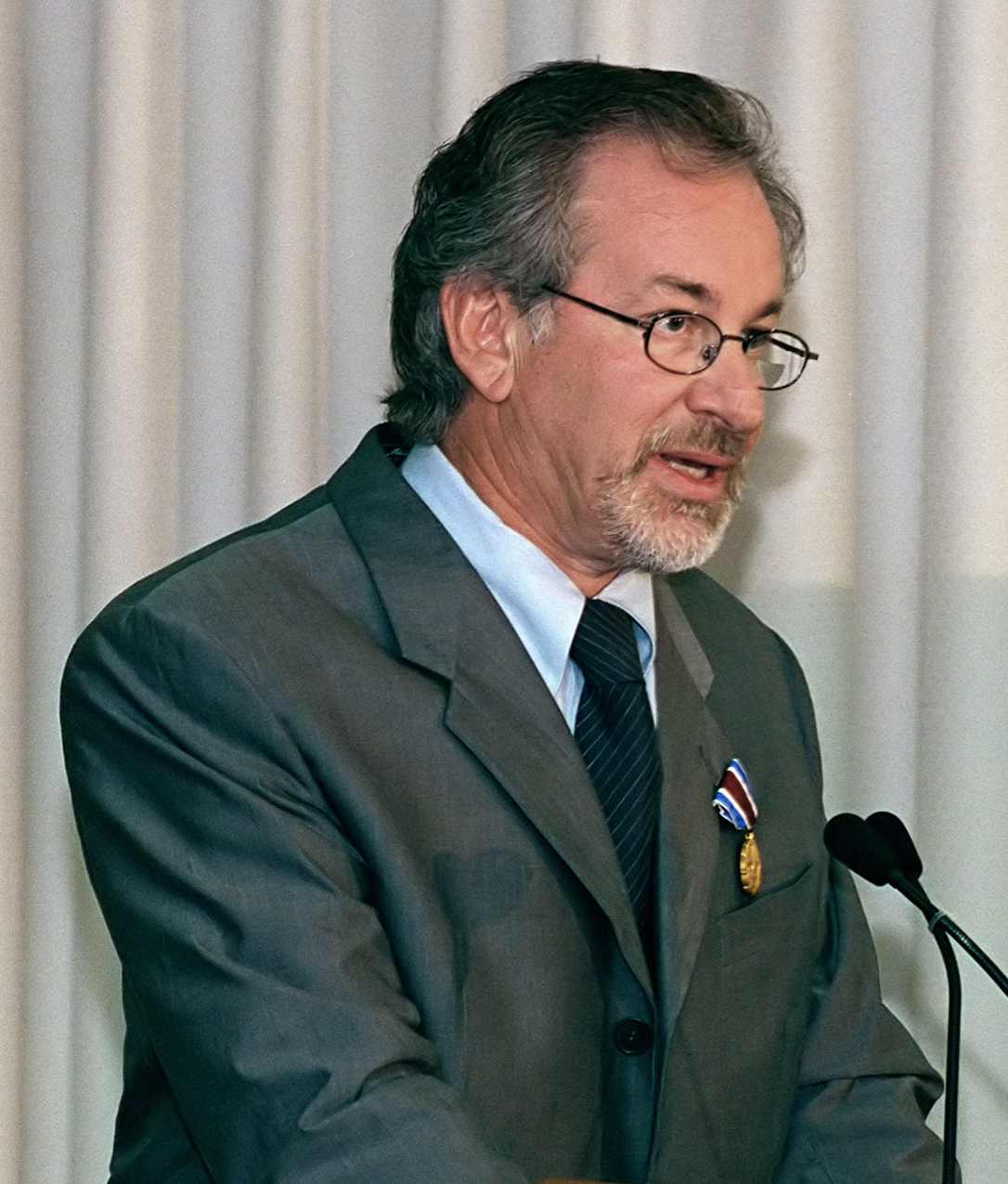
Steven Spielberg, director de la película.

### Preproducción
Frank Abagnale vendió los derechos de filmación de su autobiografía en 1980. El productor Michel Shane los compró en 1990, para Paramount Pictures. En diciembre de 1997, Barry Kemp compró los derechos a Shane, llevó el proyecto a DreamWorks, y Jeff Nathanson fue el guionista. En abril del 2000, David Fincher fue seleccionado para director en el curso de pocos meses, pero abandonó el proyecto para dedicarse a la dirección de Panic Room. En julio del 2000, Leonardo DiCaprio fue seleccionado como protagonista, y Gore Verbinski como director. Steven Spielberg firmó como productor, y la filmación se comenzó a llevar a cabo en marzo de 2001.
Verbinski eligió a James Gandolfini para que interpretase a Carl Hanratty, a Ed Harris como Frank Abagnale Sr. y a Chloë Sevigny como Brenda Strong. Verbinski descartó esa decisión debido a la actuación de DiCaprio en la película Gangs of New York. Lasse Hallström comenzó a negociar para ser el director en mayo de 2001, pero abandonó el proyecto en julio del mismo año. En el mismo mes Harris y Sevigny renunciaron a la película, pero Gandolfini aún estaba involucrado en su papel. Spielberg, cofundador de DreamWorks, le ofreció el trabajo de director a Miloš Forman, y consideró contratar a Cameron Crowe. Esto solo llevó a Spielberg a dirigir él mismo la película, por lo que dejó de lado proyectos tales como Big Fish y Memoirs of a Geisha. Spielberg oficialmente comenzó a dirigir en agosto de 2001.

### Rodaje
La fecha original de inicio del rodaje era enero del 2002, pero se postergó hasta el 7 de febrero en Los Ángeles, California. Otras ubicaciones incluyeron Burbank, Downey, Nueva York, el Aeropuerto Internacional de Los Ángeles/Ontario (el cual se cambió por el Aeropuerto Internacional de Miami), Quebec y Montreal. La película se filmó en 147 ubicaciones diferentes en solo 52 días, por lo que DiCaprio dijo "Las escenas que podríamos haber hecho en tres días nos llevaron solo una tarde". La filmación también se llevó a cabo desde el 25 al 30 de abril en Park Avenue de Manhattan, en la entrada del Hotel Waldorf-Astoria; luego se mudó a Orange, Nueva Jersey, y regresó a Brooklyn para las escenas del banco y del juzgado. Las fotografías también se realizaron en el TWA Flight Center, en el Aeropuerto Internacional John F. Kennedy. Quebec fue elegida por su parecido con Europa y Francia, y se modificó una porción del área histórica de la ciudad, para recordar Montrichard. La filmación terminó el 12 de mayo en Montreal.

### Posproducción
Durante la posproducción, Spielberg obtuvo su Bachelor of Arts en Artes de Cine y Electrónica en la Universidad Estatal de California, en Long Beach.

## Hechos ficticios
A pesar de haber sufrido varios cambios de los eventos que sucedieron en realidad, Abagnale opinó que Spielberg era el único director "que podría realizar la película". Sin embargo, Abagnale no se involucró mucho con la película. En noviembre de 2001, afirmó que "no había conocido a Spielberg ni había leído el guion. Preferí no hacerlo. Entiendo que mostraron a mi padre de una forma más favorable, como era verdaderamente. Steven Spielberg le había dicho al guionista principal (Jeff Nathanson) que quería una precisión completa en las relaciones, tal como las había vivido yo", declaró Abagnale. "Espero que al final la película sea entretenida, emocionante, divertida y que muestre un mensaje importante sobre la familia, la infancia y el divorcio".
Abagnale nunca vio a su padre después de escapar de su casa. Spielberg "quiso continuar la conexión mediante la cual Frank siempre quería complacer a su padre, que se sintiera orgulloso de él; viéndolo con el uniforme de piloto de Pan Am, por ejemplo". Sin embargo, Abagnale elogió la idea. "Aunque no volví a ver a mi padre, todas las noches que siguieron a un día brillante o a un día en que conocí a muchas mujeres y gané mucho dinero, regresaba solo a mi habitación y pensaba en mis padres, fantaseando con el hecho de que volviesen a estar juntos. Luego lloraba. Es la justificación de una fantasía".
Carl Hanratty (interpretado por Tom Hanks) está basado en el agente del FBI Joe Shea. En el libreto original el personaje se llamaba Joe Shea, pero fue cambiado a Carl Hanratty por razones desconocidas.
Abagnale simplemente escapó por la parte trasera de un Boeing 737, no mediante el baño. Spielberg "lo añadió para causar gracia".

## Temática
Atrápame si puedes trata sobre "hogares destruidos" e "infancias complicadas". Los padres de Spielberg se divorciaron cuando él era adolescente, algo similar a la situación de Frank Abagnale. "Algunas de mis películas tienen que ver con hogares divididos y personas que huyen de sus pasados", declaró Spielberg. "Pero hay ciertos abandonos que me hacen decir: 'Hay algo sobre mí que puedo contar a través de estas historias'". Carl Hanratty también está divorciado de su esposa, quien vive con su hija en Chicago.
Spielberg también quería crear una película que tratase en forma positiva la historia de un convicto (en este caso Frank Abagnale). Explicó: "Frank fue un genio del siglo XXI que trabajó en la inocencia de mediados de la década de 1960, cuando la gente era más confiada que hoy. No creo que esta película provoque que algún espectador diga 'ya tengo el plan para mi futuro'".

## Estreno

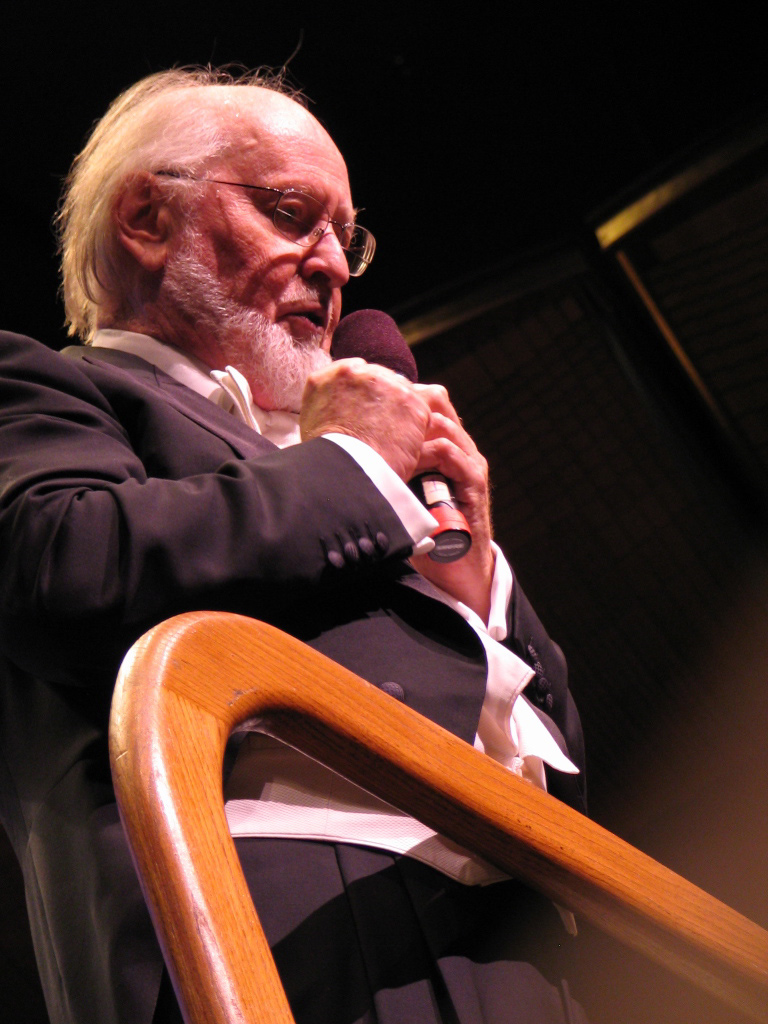
John Williams fue nominado a los Premios Óscar por la musicalización.

El 29 de diciembre de 2002 y el 1 de enero de 2003, Game Show Network emitió el episodio de 1977 de To Tell the Truth, en el cual participó Frank Abagnale, como publicidad para la película. El departamento de mercadotecnia decidió promover la película bajo el lema "basado en una historia real". Esto fue para evitar sufrir la misma controversia que atravesaron A Beautiful Mind y The Hurricane, las cuales se desviaron de la historia real. El preestreno se llevó a cabo en Westwood, Los Ángeles, el 18 de diciembre de 2002.

## Recepción

### Taquilla
Atrápame si puedes se estrenó oficialmente el 25 de diciembre de 2002, y recaudó más de treinta millones de dólares en 3225 salas de cine durante su primera semana. La película obtuvo 164,6 millones de dólares en Norteamérica y 187,5 millones en otros países, y sumó una recaudación mundial de 352,1 millones de dólares. Fue un éxito financiero, pues obtuvo seis veces más los costos empleados para producirla, que fueron de 52 millones. En España, la película se estrenó el 24 de enero de 2003, distribuida por United International Pictures, y el monto total de las recaudaciones fue de 5.762.706,03 euros. Es la segunda película más taquillera que se haya estrenado en Navidad (detrás de Ali), y fue la undécima película con mayor recaudación de 2002. Minority Report (también dirigida por Steven Spielberg) ocupó el décimo puesto.

### Crítica
De las 186 reseñas publicadas en Rotten Tomatoes, el 96 por ciento fueron positivas; sin embargo, en la sección de los críticos más destacados del mismo sitio, la valoración hacia la película estuvo más balanceada, con cuarenta críticas publicadas y una aprobación del 90 %. En comparación, Metacritic le otorgó un promedio de 76 puntos, con base en 38 críticas. 
Roger Ebert elogió ampliamente la actuación de DiCaprio, y concluyó diciendo "no es la 'gran obra' de Spielberg, pero es muy fácil de ver y entender". Mick LaSalle dijo "aunque es cierto que no es la mejor película que ha dirigido Spielberg, es una de las más tranquilas y probablemente la más 'amigable'. La colorida cinematografía, las actuaciones inteligentes y la mezcla de tiempos sugieren que el cineasta realmente disfrutó hacerla". Stephen Hunter opinó que DiCaprio muestra "el alcance, la facilidad y la inteligencia que Martin Scorsese no utilizó en Gangs of New York".
James Berardinelli observó que "Atrápame si puedes nunca se toma a sí misma en serio, tampoco el tema que aborda, y contiene material más genuinamente gracioso que el 90 por ciento de las autodenominadas 'comedias' que se pueden ver por estos días". Además, elogió el trabajo de John  Williams con la musicalización, a la cual calificó como "más íntima y llamativa que su material usual, que evoca —intencionalmente— a Henry Mancini". Peter Travers fue uno de los pocos que criticaron negativamente la película. Consideró que Atrápame si puedes "decayó a lo largo de sus 140 minutos. Una película que comenzó con la velocidad de una liebre, termina con la lentitud de una tortuga". También se mostró insatisfecho con la actuación de Tom Hanks.

### Galardones
En la entrega de Premios Óscar de 2002, Christopher Walken y John Williams fueron nominados por Mejor actor de reparto y Mejor banda sonora. Walken ganó en la misma categoría en los Premios BAFTA, mientras que Williams, la encargada del vestuario Mary Zophres y el guionista Jeff Nathanson recibieron nominaciones. DiCaprio estuvo nominado para los Premios Globo de Oro en la categoría Mejor actor de drama. Williams también obtuvo una nominación para los Premios Grammy. Varios elementos de la película fueron parodiados más tarde en el episodio de la serie de televisión animada Los Simpson "Catch 'em If You Can".

## Adaptación musical
En julio del 2009, se estrenó una adaptación musical del mismo nombre en el 5th Avenue Theatre, en Seattle, Washington. Se preestrenó en Broadway, en el Teatro Neil Simon, el 11 de marzo de 2011, y se estrenó oficialmente el 10 de abril del mismo año. El musical ha sido nominado para cuatro premios Tony, incluida una nominación en la categoría de "Mejor Musical".